# 아시안 하이웨이 82호선
아시안 하이웨이 82호선(AH82, )은 러시아의 소치를 출발하여 조지아와 아르메니아를 거쳐 이란의 이부길까지 이어주는 총 연장 1,265 km의 거리를 가진 국제 간선 도로 노선망이다.

## 주요 경유지

### 러시아
- A147 도로 : 소치

### 조지아
- (현재  압하지야 산하에 두고 있는 상태) -  S1 고속도로: 레셀리제 - 수후미 - 가리
- S1 고속도로: 주그디디 - 세나키 - 하슈리
- S8 고속도로: 하슈리 - 아할치헤
- S11 고속도로: 아할치헤 - 니놋츠민다

### 아르메니아
- : 바브라 - 귬리
  - : 귬리 - 아크후리크
- : 귬리 - 아슈타라크 - 예레반
- : 예레반 - 예라스크 - 고리스 - 카판 - 메그리 - 아가락

### 이란
- 국도 제12호선 : 누르두즈 - 졸파
- 국도 제11호선 : 졸파 - 이부길